# 羽田 (大田区)
羽田（はねだ）は、東京都大田区の町名。現行行政地名は羽田一丁目から羽田六丁目。住居表示実施済区域。
郵便番号 : 144-0043（集配局 : 蒲田郵便局）。

## 地理
大田区の南東部に位置する。北辺は環八通りに接し、これを境に大田区東糀谷・羽田旭町に接する。東辺は海老取川に接し、これを境に大田区羽田空港に接する。南辺は多摩川に接し、対岸は神奈川県川崎市川崎区殿町・大師河原になる。西辺は産業道路に接し、これを境に大田区本羽田・萩中に接する。また、旧羽田町一帯にあたる地域（現在の羽田空港付近を含む）を指す広域地名として「羽田」と呼ばれることもある（#歴史も参照）。
北部を東西に京急空港線の線路が通っており、町域内に大鳥居駅の出口（駅所在地は西糀谷）・穴守稲荷駅があり、首都高速神奈川1号横羽線が南北に縦貫している。
駅付近には商業地があり、幹線道路沿いにはビルやマンションが見られるほかは、主に住宅と工場、漁業設備が混在している。また、羽田空港利用者向けの、宿泊施設やレンタカー業者の店舗も多く、航空安全や旅行安全で知られる穴守稲荷神社が鎮座している。

### 防災
東京都都市整備局が2022年に公表した「地震に関する地域危険度測定調査（第９回）」では、羽田三丁目および六丁目は、地震に対する建物倒壊危険度・火災危険度および総合危険度が、五段階評価のうち相対的に最も危険とされる「レベル5」となった。これらの地域に木造家屋が密集しているのは、日本敗戦の直後に連合国軍の指令により、空港拡大のために強制退去とされた住民が、羽田穴守町・羽田江戸見町・羽田鈴木町（羽田空港が現在立地する場所）から、多く移り住んだ事も一因とされている。

### 地価
住宅地の地価は、2024年（令和6年）7月1日の地価調査によれば、羽田5-25-16の地点で45万7000円/m2となっている。

## 歴史
元々、羽田は平治年間ごろから漁業が行われた地域であり、多摩川の河口にあって魚貝類が豊富に採れた。江戸時代には、羽田村のうち多摩川に面した一帯が、「羽田猟師町」と呼ばれる漁業専業の町となり、人家が集中し活況を呈した。

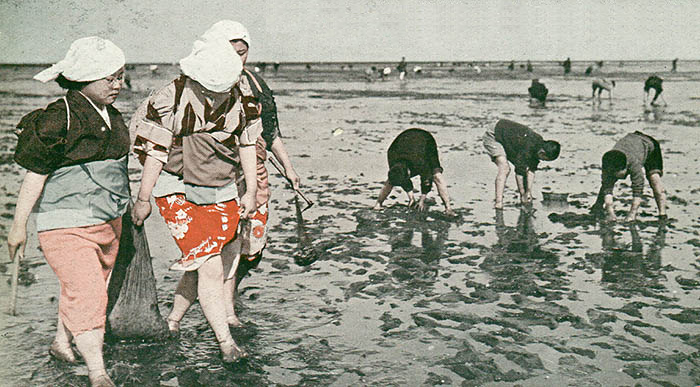
羽田沖の潮干狩り（1937年）

羽田猟師町が出来たのは、1693年（元禄6年）ごろといわれ、漁村部が農村部と分かれる形で羽田村（現・本羽田周辺）から分村したもので、当初その境界はあいまいだったとされる。近代の羽田猟師町は概ね、現在の弁天橋通りの南側で、西の中村地区（現大師橋の上手、流水部が堤防に接近して河原が無い辺り）から、東の大東地区（海老取川の際）までの範囲。中心に「羽田の渡し」を有し、多摩川水運を利用した材木船、砂利船、年貢米輸送船などが多く、経済力を背景とした商人も多く存在していたという。

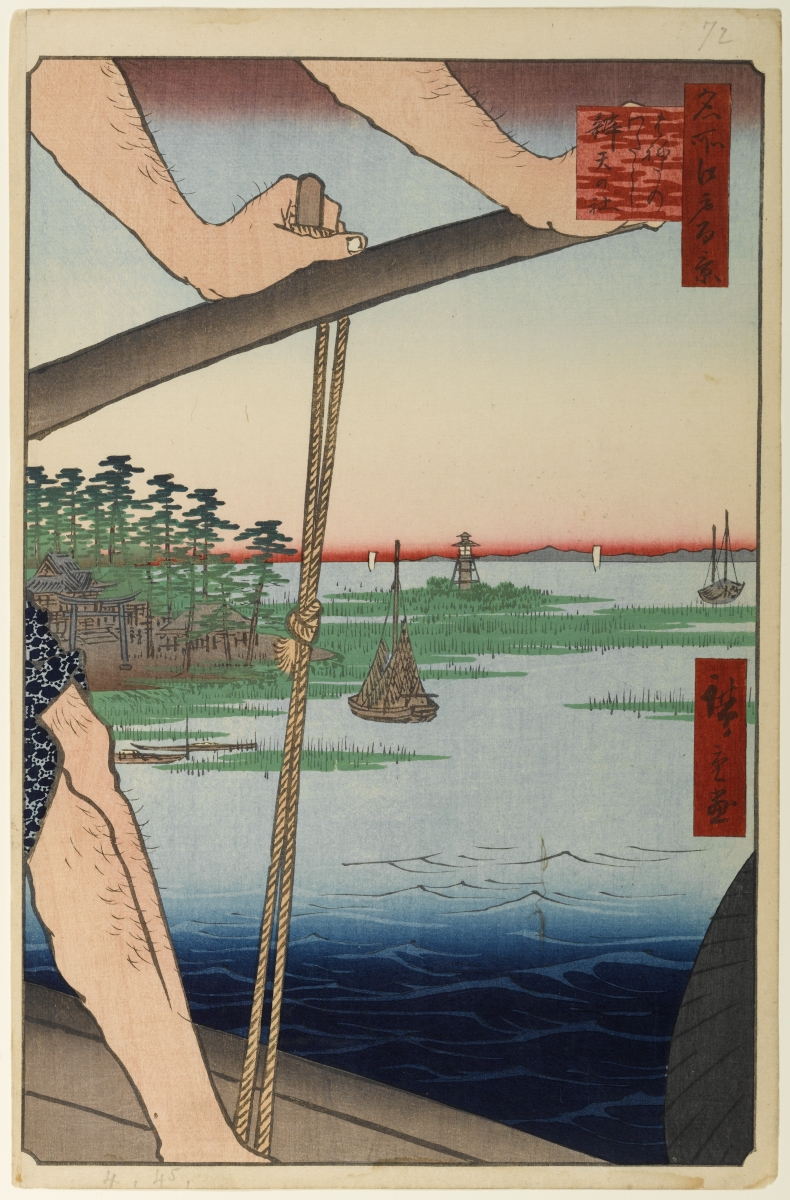
『名所江戸百景』はねたのわたし（歌川広重）

なお「羽田の渡し」は別名「六左衛門の渡し」と称されるが、これは公許の渡しではなく、稲荷新田（右岸）の小島六郎左衛門組が営んでいた私設の渡しだったためである。正確には「六郎左衛門の渡し」或いは「六稲荷の渡し」と呼ぶ。江戸時代にはこうした村持ちの渡しとは別に、川舟がもぐりの駄賃稼ぎとして行う「脇渡船」というのが客を奪い、「六郷の渡し」の管理権を持っていた川崎宿はいつも倒産寸前の経営状態だったとされる。
羽田は多摩川の河口にあって魚貝類が豊富に採れたため、江戸城に新鮮な魚貝類を献上する「御菜八ヶ浦」の一つとして幕府から指定を受け、羽田猟師町は江戸湾における漁猟の優先的特権を有して繁栄した。
「新編武蔵風土記稿」は羽田猟師町の項に、家数は300軒余りで、平田船15艘、茶船38艘があり、皆「御免言字御極印船（ごめんげんのじごこくいんせん）」であるとし、極印船は、昔大阪の役の際軍船を多く出したことによって極印を賜わったと説明している。
寛政の頃の「江戸近傍図」中、荏原郡付近の注釈に、「羽田村、漁士町の2ヵ所で300艘余りの漁船・商船・肥取船を持っている」ことが書かれている。（1929年の統計では、羽田町の漁船及び艀船の数1492隻、漁業人口 9,350名などとなっている。）
羽田浦は漁猟とともに、江戸廻米の船運権益を一手に握っていた。即ち、多摩川流域村からの「津出し」（幕府領の城米と旗本知行所などの年貢米を江戸へ回送する）を、他の介入を許さずに独占して請負っていたのである。
流域の村々は城米や年貢米を最寄の船着場まで馬の背で運び出し、そこから羽田浦の船方に江戸への回送を委託したのである。多摩川を利用して津出しを行っていた村々は、下流域の六郷領・世田谷領・川崎領・稲毛領の沿川村にとどまらず、左岸では多摩郡中領（府中・是政・石原・布田・国領など）、右岸では都筑郡小机領・多摩郡柚木領にまで及んでいた。津出しの河岸は多くの場合古くからの渡船場が使われた。
多摩川は流れが速いわりに水量が少なく、羽田浦の茶船はせいぜい古市場（現在のガス橋と多摩川大橋の中間）の河岸までしか上れなかった。そこで川上の村には、船頭が平田船の船首に曳綱を結び、川岸づたいに引張りあげたという。平田船は羽田までの川下げ専用船で、羽田で海上輸送の茶船に積み替えられて江戸に運ばれた。

### 町村制施行以降の沿革
- 1889年（明治22年）5月1日 - 町村制の施行に伴い、東京府荏原郡麹谷村・萩中村・鈴木新田・羽田猟師町・羽田村の全域が合併し、東京府荏原郡羽田村が発足。現・羽田にあたる地域は、東京府荏原郡羽田村大字羽田・大字羽田猟師町となる。
- 1902年（明治35年）6月28日 - 京浜電気鉄道の羽田支線（穴守線）の（旧）穴守駅が開業。
- 1907年（明治40年）10月8日 - 羽田村が町制施行して東京府荏原郡羽田町大字羽田・大字羽田猟師町となる[注 1]。
- 1912年（明治45年）4月1日 - 「東京府神奈川県境界変更に関する法律」が施行され、羽田・羽田猟師町の各一部が神奈川県橘樹郡大師河原村に編入され分離する。
- 1913年（大正2年）12月31日 - 穴守線が鈴木新田まで延伸、穴守駅も移設される。
- 1914年（大正3年） - （旧）穴守駅付近に羽田駅が開業。
- 1915年（大正4年）1月 - 羽田駅を穴守方へ移設、稲荷橋駅に改称。
- 1932年（昭和7年）10月1日 - 荏原郡全域が東京市に編入。東京府東京市蒲田区羽田一 - 三丁目及び蒲田区羽田本町・蒲田区羽田御台場及び猟師町御台場と分割・改称された。
- 1943年（昭和18年）7月1日 - 東京都制により東京府と統合されて東京市は廃止。東京都蒲田区羽田一 - 三丁目となる。
- 1947年（昭和22年）3月15日 - 蒲田区が大森区と合併し、東京都大田区羽田一 - 三丁目となる。
- 1958年（昭和33年） - 東京都大田区羽田一 - 六丁目及び羽田旭町に分割・再編される。
- 1967年（昭和42年）9月1日 - 住居表示が実施される。

### 地名の由来
『新編武蔵風土記稿』では未詳とするが、
- 海老取川を挟んだ土地の形が鳥の羽のように見える、肥沃な田地だったこと。
- 低湿地を意味する「埴田」（はにだ）、あるいは開墾地を意味する「墾田」（はりた）から転じた。
- 鳥の羽が落ちる田地だった。

など、さまざまな説が挙げられている。

## 世帯数と人口
2024年（令和6年）4月1日現在（東京都発表）の世帯数と人口は以下の通りである。
| 丁目       | 世帯数    | 人口     |
| ---------- | --------- | -------- |
| 羽田一丁目 | 1,207世帯 | 2,252人  |
| 羽田二丁目 | 1,123世帯 | 1,906人  |
| 羽田三丁目 | 1,523世帯 | 2,502人  |
| 羽田四丁目 | 1,724世帯 | 2,603人  |
| 羽田五丁目 | 2,263世帯 | 3,111人  |
| 羽田六丁目 | 1,502世帯 | 2,418人  |
| 計         | 9,342世帯 | 14,792人 |

### 人口の変遷
国勢調査による人口の推移。
| 年                 | 人口   |
| ------------------ | ------ |
| 1995年（平成7年）  | 14,813 |
| 2000年（平成12年） | 14,530 |
| 2005年（平成17年） | 14,664 |
| 2010年（平成22年） | 15,433 |
| 2015年（平成27年） | 15,018 |
| 2020年（令和2年）  | 14,959 |

### 世帯数の変遷
国勢調査による世帯数の推移。
| 年                 | 世帯数 |
| ------------------ | ------ |
| 1995年（平成7年）  | 6,057  |
| 2000年（平成12年） | 6,393  |
| 2005年（平成17年） | 6,836  |
| 2010年（平成22年） | 8,025  |
| 2015年（平成27年） | 8,209  |
| 2020年（令和2年）  | 8,699  |

## 学区
区立小・中学校に通う場合、学区は以下の通りとなる（2023年3月時点）。
| 丁目       | 番地     | 小学校             | 中学校             |
| ---------- | -------- | ------------------ | ------------------ |
| 羽田一丁目 | 1 - 4番  | 大田区立羽田小学校 | 大田区立羽田中学校 |
| 羽田一丁目 | 5 - 21番 | 大田区立萩中小学校 | 大田区立出雲中学校 |
| 羽田二丁目 | 全域     | 大田区立萩中小学校 | 大田区立出雲中学校 |
| 羽田三丁目 | 全域     | 大田区立羽田小学校 | 大田区立羽田中学校 |
| 羽田四丁目 | 全域     | 大田区立羽田小学校 | 大田区立羽田中学校 |
| 羽田五丁目 | 全域     | 大田区立羽田小学校 | 大田区立羽田中学校 |
| 羽田六丁目 | 全域     | 大田区立羽田小学校 | 大田区立羽田中学校 |

## 産業

### 事業所
2021年（令和3年）現在の経済センサス調査による事業所数と従業員数は以下の通りである。
| 丁目       | 事業所数  | 従業員数 |
| ---------- | --------- | -------- |
| 羽田一丁目 | 131事業所 | 1,611人  |
| 羽田二丁目 | 65事業所  | 354人    |
| 羽田三丁目 | 53事業所  | 478人    |
| 羽田四丁目 | 117事業所 | 1,209人  |
| 羽田五丁目 | 80事業所  | 498人    |
| 羽田六丁目 | 54事業所  | 610人    |
| 計         | 500事業所 | 4,760人  |

### 事業者数の変遷
経済センサスによる事業所数の推移。
| 年                 | 事業者数 |
| ------------------ | -------- |
| 2016年（平成28年） | 546      |
| 2021年（令和3年）  | 500      |

### 従業員数の変遷
経済センサスによる従業員数の推移。
| 年                 | 従業員数 |
| ------------------ | -------- |
| 2016年（平成28年） | 4,661    |
| 2021年（令和3年）  | 4,760    |

## 施設
- 大鳥居駅（東口）
- 穴守稲荷駅
- 穴守稲荷神社
- 羽田水神社・玉川弁財天

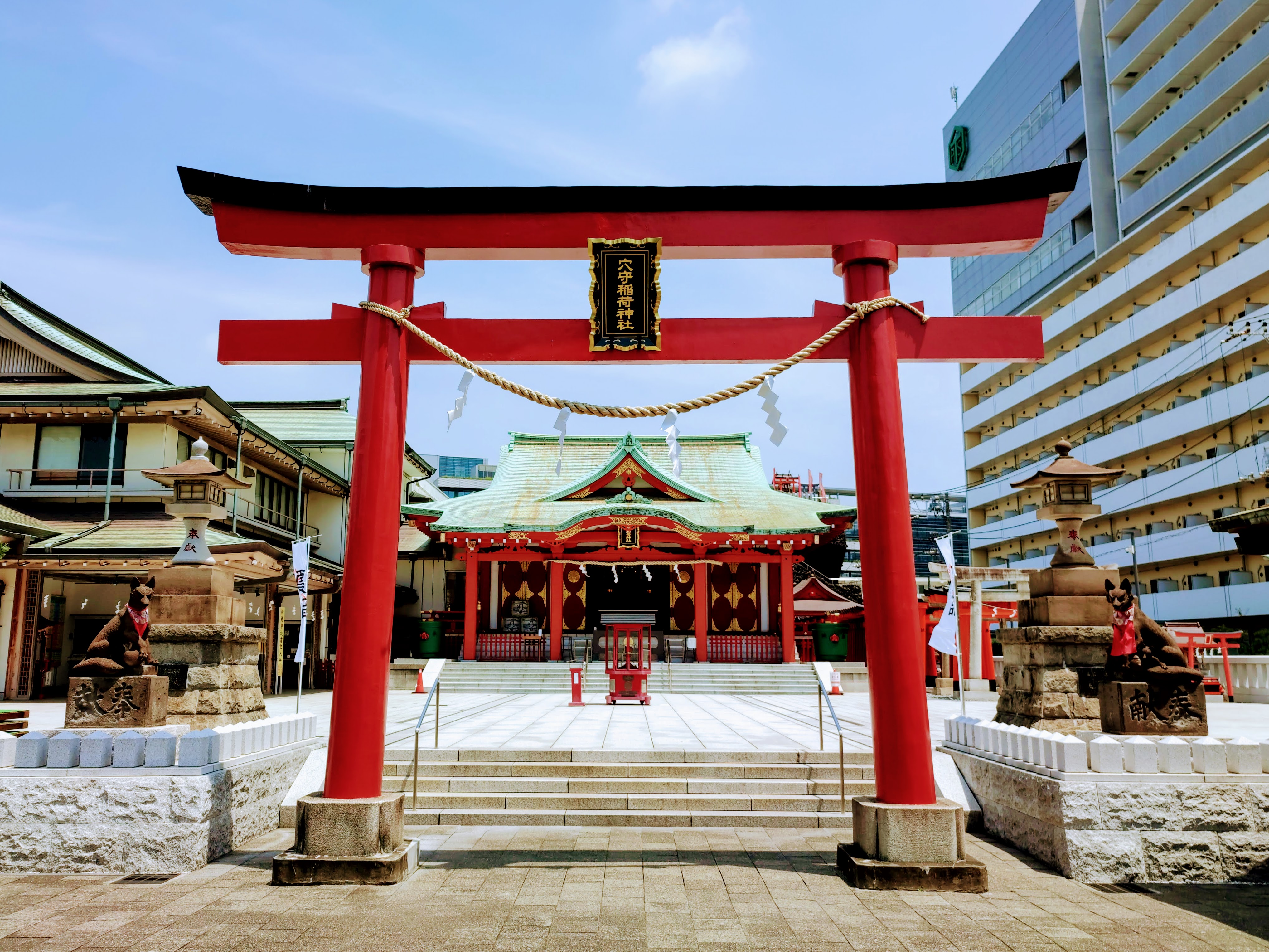
穴守稲荷神社

- 羽田特別出張所（羽田地域力推進センター内）
- 大田区立羽田小学校
- 大田区立羽田図書館
- 大田羽田郵便局
- 京急 EXイン 羽田
- アパホテル 羽田 穴守稲荷駅前
- 京浜急行バス羽田営業所
- 赤レンガ堤防
- 五十間鼻
- さわやか信用金庫 穴守支店
- スカイプラザ オフィス&レジデンス（旧日本航空訓練センター跡地）
- スカイレンタカー 羽田空港店
- 大師橋・高速大師橋
- トヨタレンタカー 羽田空港店
- 日産レンタカー 羽田空港店
- ニッポンレンタカー 羽田空港営業所
- plat hostel keikyu haneda home
- ホテルエアポートイン
- ホテルマイステイズ羽田
- ヤマト運輸 羽田センター

## 催事
穴守稲荷神社の例祭や初午祭等の祭礼日には、多くの人が訪れる。